# Ahmed Barzani
Scheich Ahmed Barzani (kurdisch ئه‌حمه‌د موحه‌ممه‌د بارزانی‎; * 1896; † 11. Januar 1969 in Bagdad) auch bekannt als Khudan (خودان) war das Oberhaupt des Barzani-Clans im irakischen Teil Kurdistans. Ahmed Barzani wird als die Person betrachtet, die den Clan der Barzani vereinigte und sein Herrschaftsgebiet ausweitete. Zusammen mit seinem Bruder Mustafa Barzani kämpfte er in den 1920ern und 1930ern gegen die irakische Regierung.
Er war der Sohn von Scheich Mohammed Barzani und einer von fünf Brüdern, die auch wichtige Rollen in der kurdisch-politischen Bewegung hatten. Ahmed Barzani folgte seinem älteren Bruder Abdulselaam, der 1914 nach einem Aufstand gehenkt wurde, als Stammesführer nach.

## Aufstände

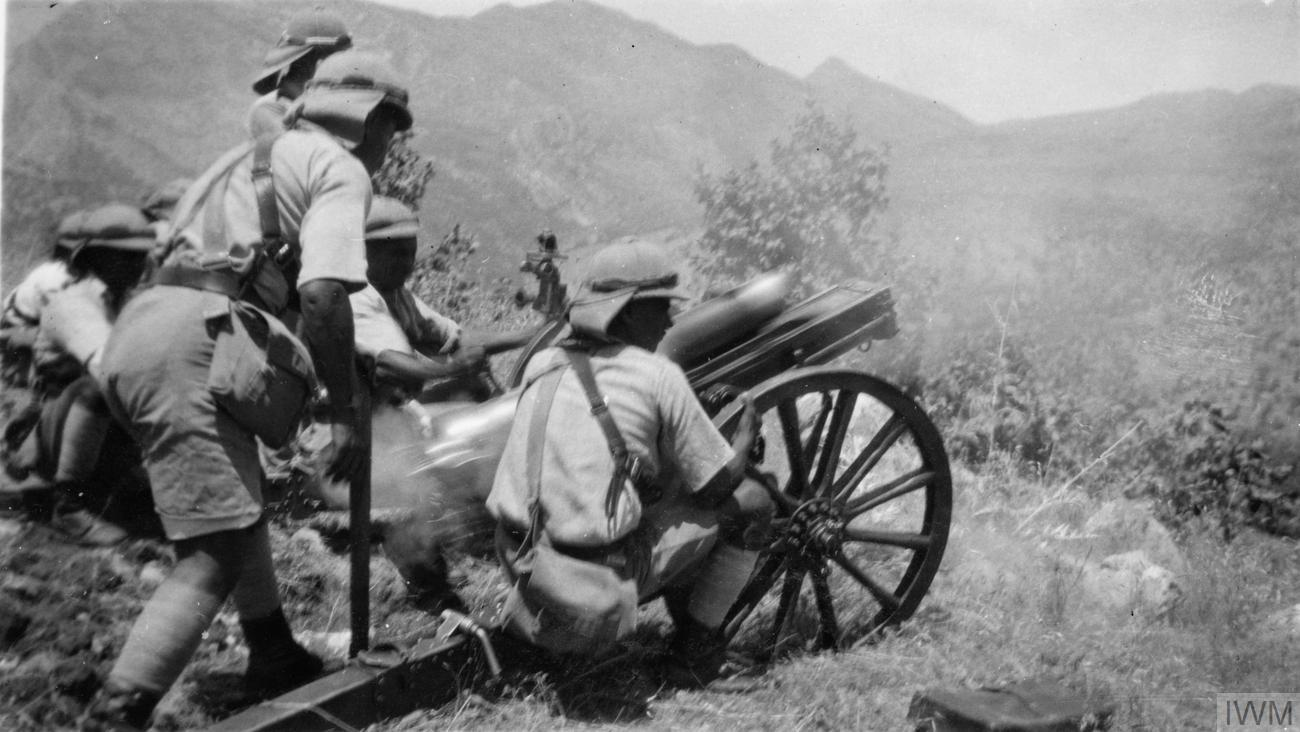
Kanone der irakischen Armee namens Dicol bei Beschuss des Schirwan-a Mezin während des Barzaniaufstandes Juni 1932.

Neben lokalen Auseinandersetzungen mit feindlichen Stämmen lehnte sich Ahmed Barzani 1919/1920 gegen die Briten auf, die ein Mandat des Völkerbundes über den Irak innehatten. Der erste größere Barzani-Aufstand fand 1931 statt und richtete sich sowohl gegen andere kurdische Stämme als auch gegen die Regierungstruppen. Nach der Niederschlagung des Aufstandes mit britischer Luftunterstützung floh Ahmed Barzani in die Türkei und wurde dort festgesetzt. Er durfte 1935 in den Irak zurückkehren, musste aber mit anderen Familienangehörigen ins Exil in den Südirak gehen. Ahmed Barzani führte bis 1937 weitere Aufstände an und verdiente sich den Respekt der gegnerischen Generäle wie General Abdul-Jabar Barznji, Kommandeur der irakischen Armee in Barzan. Beide wurden später zu engen Freunden.
Ahmed Barzani stand mit den Kurden in der Türkei in Kontakt und sympathisierte mit der Xoybûn, die in den 1930ern im Ararat-Aufstand gegen die türkische Armee kämpfte. Ahmed Barzani nahm viele kurdische Flüchtlinge aus der Türkei auf. Die türkische Regierung unter İsmet İnönü beschwerte sich beim irakischen Ministerpräsidenten Nuri as-Said, dass Ahmed Barzani den Ararat-Aufstand unterstütze. Die Türkei sicherte der irakischen Armee Unterstützung zu, wenn diese gegen Ahmed Barzani vorgehen würde.
In den Wirren des Zweiten Weltkrieges konnte er mit seinem Bruder aus seinem Exil in den Iran fliehen, wo er sich der Republik Mahabad anschloss. 1947 ergab er sich der irakischen Regierung und wurde zum Tode verurteilt. Das Todesurteil wurde dann in lebenslange Haft umgewandelt. Nach dem Militärputsch und Sturz der Monarchie im Juli 1958 durch General Abd al-Karim Qasim kam er frei. Seinen Platz hatte inzwischen sein Bruder Mustafa Barzani, der jahrelang in der Sowjetunion lebte, eingenommen. Ahmed Barzani starb 1969 in Bagdad.

## Religiöse Ansichten
Über die religiösen Ansichten Ahmed Barzanis gibt es viele Spekulationen und Dispute. Seine Familie gehörte dem Orden der Naqschbandi an und unterhielt ein Tekke, das eine Art Konvent darstellte, in Barzan, was sie in der Region sehr einflussreich machte. Doch Ahmed Barzani zeigte mit der Zeit exzentrische Verhaltensweisen, die im krassen Widerspruch zu seiner Stellung als sufistischer Kleriker standen. Nach der Machtübernahme in Barzan verkündigte 1927 einer seiner Mollas namens Abd al-Rahman, dass Ahmed Barzani Gott und er selber sein Prophet sei. Ferner sollten die Anhängers Ahmed Barzanis nicht mehr Richtung Mekka beten. Später wurde Molla Abd al-Rahman von Muhammad Sadiq, einem Bruder Ahmed Barzanis, ermordet.
Etwa zehn Wochen später verkündete der Stamm der Bálik seine Loyalität gegenüber Ahmed Barzani und erkannte seine vermeintliche Göttlichkeit an. Ahmed Barzani erlaubte, vermutlich zur Provokation, seinen Anhängern den Verzehr von Schweinefleisch und ordnete die Verbrennung von Koranbüchern an. 1931 führte Ahmed Barzanis religiöse Exzentrizität zu einem Krieg mit dem Stamm der Barardust unter ihrem Führer Scheich Raschid von Lolan, der ein alter rivalisierender Naqschbandiführer war. Die Barardust griffen im Juli 1931 die Dörfer in Barzan an. Nach einer Reihe von Gegenangriffen und Plünderungen gewann im November 1931 Ahmed Barzani. Scheich Raschid von Lolan ging in den Iran ins Exil.
Andere Quellen behaupten, dass Ahmed Barzani zum Christentum konvertiert sei.

## Umweltschutz
Ahmed Barzani war der erste bekannte kurdische Führer, der sich auch für den Umweltschutz einsetzte. Er erließ mehrere Verbote, um die Umwelt zu schonen und sauber zu halten:
- Keine Bäume fällen, die Erosion verhindern und Schatten spenden
- Kein übermäßiges Sammeln von Honig
- Keine ungiftigen Schlangen töten
- Nicht mit Dynamit oder anderen explosiven Stoffen fischen
- Keine Tiere jagen, die sich in ihrer Brutzeit befinden

## Ahmed Barzanis Erbe
Ahmed Barzani war gegen die traditionelle Art, die Führerschaft innerhalb derselben Familie weiter zu vererben. Stattdessen sollte die qualifizierteste Person zum Anführer bestimmt werden. Er verurteilte die Korruption, die sich in der kurdischen Bewegung zu zeigen begann.